# Rai Teche
Rai Teche è una struttura della Rai che si occupa della conservazione e della valorizzazione del materiale audiovisivo prodotto e trasmesso dall'azienda.

## Storia
Negli anni settanta Luciano Rispoli, allora direttore del Dipartimento Scuola - Educazione, lanciò il progetto di « medioteche » regionali, cioè raccolte di fono e videocassette consultabili e da noleggiare a basso costo per le scuole italiane presso le sedi regionali RAI, sottolineando così l’attenzione dell'ente alla funzione educativa.
Negli anni novanta, con una scelta all'epoca singolare, la Rai crea un'apposita struttura, denominata Teche e servizi tematici/educativi RAI (dal 1997 Rai Teche), per catalogare e conservare un gran quantitativo di materiale d'archivio (secondo solo alla BBC per grandezza) che documenta decenni di storia del Paese dal XX secolo in poi attraverso la televisione. La prima direttrice è stata Barbara Scaramucci.
Le banche dati già esistenti vengono tutte unificate e dal 1999 viene messo online un catalogo multimediale – denominato inizialmente Archivio multimediale della Rai – con ciò che è andato in onda sulle tre reti Rai e progressivamente oltre 300 000 ore di materiale televisivo storico, mentre dal 2000 sono documentati anche i canali radiofonici e i canali tematici inizialmente nati per il digitale terrestre. Questo catalogo è visibile soltanto all'interno dell'azienda e contiene anche materiale di cui la Rai non detiene i diritti. La digitalizzazione in alta qualità della teca storica, ai sensi del progetto approvato dal consiglio di amministrazione Rai nel febbraio 2014, è in corso di realizzazione.
La struttura ha anche edito un volume di oltre 500 pagine, in grande formato, intitolato RicordeRai, un manuale per la documentazione televisiva e alcuni volumi in una apposita collana delle edizioni ERI, riguardanti il recupero del programma radiofonico L'Approdo, lo studio di fonologia della Rai di Milano e il programma radiofonico Chiamate Roma 3131, i primi numeri del Radiorario e un testo analitico sui programmi televisivi a quiz. Le Teche hanno fornito gran parte del materiale per la mostra "1924-2014 la Rai racconta l'Italia" inaugurata il 31 gennaio 2014 al Vittoriano di Roma, curata da Costanza Esclapon, Alessandro Nicosia e Barbara Scaramucci.
Nel marzo 2014, a seguito di quanto previsto dal piano di pensionamento anticipato dei dirigenti Rai, Barbara Scaramucci lascia la direzione delle Teche, che passano in reggenza ad interim all'allora direttore generale Luigi Gubitosi; il 9 luglio 2014 il consiglio d'amministrazione aziendale nomina Maria Pia Ammirati nuovo direttore della struttura. Il 10 novembre 2020 la Ammirati viene nominata direttore di Rai Fiction, dunque la direzione rimane vacante. Pochi mesi dopo, a fine marzo 2021, la direzione viene affidata a Paola Sciommeri, già vicedirettrice di Rai 1. Dal 7 ottobre 2021 il nuovo direttore delle Teche è Andrea Sassano.

## Consultazione
Il catalogo completo può essere consultato dal pubblico nella biblioteca di viale Mazzini a Roma, nella Bibliomediateca Rai del Centro di produzione Rai a Torino, e in tutte le sedi regionali della Rai. D'intesa con il Ministero dei beni culturali, sono stati posizionati quattro terminali presso la Mediateca Braidense di Milano, ospitata presso la ex chiesa di Santa Teresa, e presso la Discoteca di Stato e la Biblioteca dell'Accademia di Santa Cecilia a Roma. Da giugno 2018 sono disponibili due terminali anche presso la Biblioteca Universitaria di Pavia.
Gli studenti, i ricercatori, i docenti e tutti coloro che hanno bisogno di materiali per eventi e celebrazioni senza fini di lucro possono rivolgersi al servizio clienti della direzione Teche a Roma. Il materiale è disponibile anche in vendita attraverso la stessa società Rai (oltre 600 titoli sono pubblicati in DVD).
Il sito internet delle Teche Rai non fornisce il catalogo completo degli archivi ma tutte le informazioni su come accedere al materiale, oltre ad una serie di cronologie della programmazione televisiva e a una selezione di clip audio e video che ricostruiscono per tappe la storia della TV e della radio. Il sito mette a disposizione la collezione completa del Radiocorriere TV dal 1925 al 1995 e la collezione della rivista "L'Approdo letterario".
Il materiale va in onda sistematicamente su Rai Storia, viene utilizzato da tutti i canali tematici e dai siti web aziendali, oltre che dalle reti generaliste della Rai che ne fanno uso all'interno di varie trasmissioni e in programmi basati sul repertorio come Techetechete' (in onda su Rai 1 dal 2012), che ripercorre con i filmati d'epoca la storia della Rai, nonché su Rai Radio Techete'.

## Loghi

1995 - 2000
2000 - 2010
18 maggio 2010 - 16 gennaio 2018
In uso dal 16 gennaio 2018